# Rennebu
Rennebu – norweskie miasto i gmina leżąca w okręgu Trøndelag.
Rennebu jest 115. norweską gminą pod względem powierzchni.

## Demografia
Według danych z roku 2020 gminę zamieszkuje 2454 osób. Gęstość zaludnienia wynosi 2,65 os./km². Pod względem zaludnienia Rennebu zajmuje 293. miejsce wśród norweskich gmin.
| ludność stan na 4. kwartał 2020 |         |           |       |
|                                 | kobiety | mężczyźni | razem |
| osób                            | 1198    | 1256      | 2454  |
| %                               | 48,81%  | 51,19%    | 100%  |

| wykształcenie stan na 4. kwartał 2020, osoby powyżej 16 roku życia |        |         |        |        |
|                                                                    | podst. | średnie | wyższe | niezn. |
| osób                                                               | 622    | 1010    | 381    | 9      |
| %                                                                  | 30,76% | 49,95%  | 18,84% | 0,44%  |

## Edukacja
Według danych z 2020:
- liczba szkół podstawowych (norw. grunnskolar): 2
- liczba uczniów szkół podst.: 267

## Władze gminy
Według danych na rok 2021 administratorem gminy (norw. rådmann) jest Per Øivind Sundell, natomiast burmistrzem (norw. ordfører, d. borgermester) jest Ola Øie.